# 托霍延杜

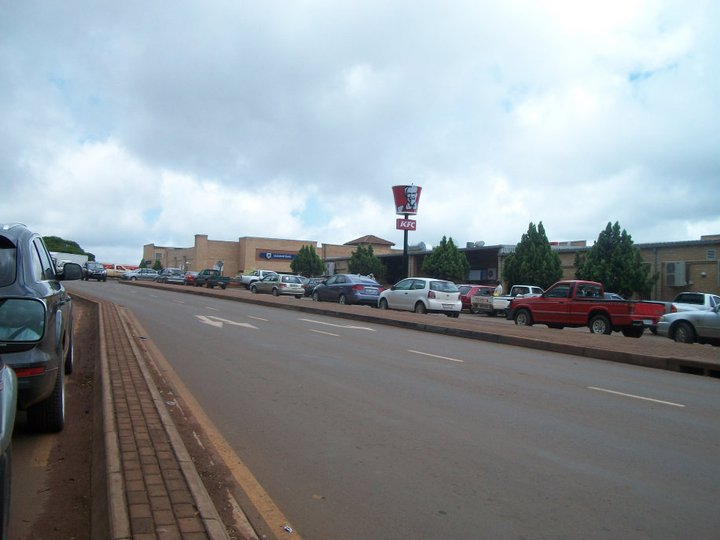
托霍延杜

托霍延杜（Thohoyandou）是南非的城鎮，位於該國東北部，由林波波省負責管轄，面積25.44平方公里，受亞熱帶氣候影響，2001年人口32,730，人口密度每平方公里1,300人。